# Rafael Laborde
Rafael Laborde Martín, (nacido el 21 de abril de 1931 en  Madrid, Comunidad de Madrid) es un exjugador y directivo de baloncesto español. 

## Trayectoria
Rafael Laborde forma parte en calidad de jugador en la fundación del Club Baloncesto Estudiantes en el año 1947. Jugaría durante la primera década de existencia del equipo colegial, donde también ejercería de entrenador y directivo. Fue una vez internacional por España.